# Herjolfsnes
Herjolfsnes (groenlandès Ikigait) era un assentament nòrdic a Groenlàndia, a uns 50 km al nord-oest de Cap Farvel. Fou creat per Herjolf Bardsson a finals del segle x i es creu que va durar uns 500 anys. El dels seus habitants, com el dels altres groenlandesos nòrdics, es desconeix. El lloc és conegut avui per haver-s'hi trobat vestits medievals notablement ben conservats, excavats per l'arqueòleg danès Poul Nørlund el 1921. El seu nom es tradueix aproximadament com el Cap o Punt de Herjolf.

## Establiment
Com s'indica al Landnámabók (Llibre Islandès d'Assentaments), Herjolf Bardsson va ser un dels capitans fundadors de la colònia nòrdica a Groenlàndia, i es deia que era "un home de considerable estatura". Va formar part d'un èxode d'Islàndia que va acompanyar a Eric el Roig, qui va dirigir una expedició de colons en 25 vaixells al voltant de l'any 985. Desembarcant a la costa sud-oest de Groenlàndia, Erik i els seus altres parents gairebé invariablement es van establir més a l'interior del mar obert, als caps dels fiords on la terra era més adequada per a l'agricultura. Per contra, la decisió d'Herjolf d'establir-se al final d'un fiord davant directament del mar obert vora la punta més meridional de Groenlàndia suggereix que no és l'agricultura, sinó més aviat l'establiment del major port de la nova colònia per facilitar l'arribada de vaixells d'Islàndia i Europa.

La hisenda de Herjolf estava situada a la costa oest d'un fiord que va rebre el seu nom, Herjolfsfjord, i era la major propietat sud i oriental de la colònia de l'Assentament Oriental. 

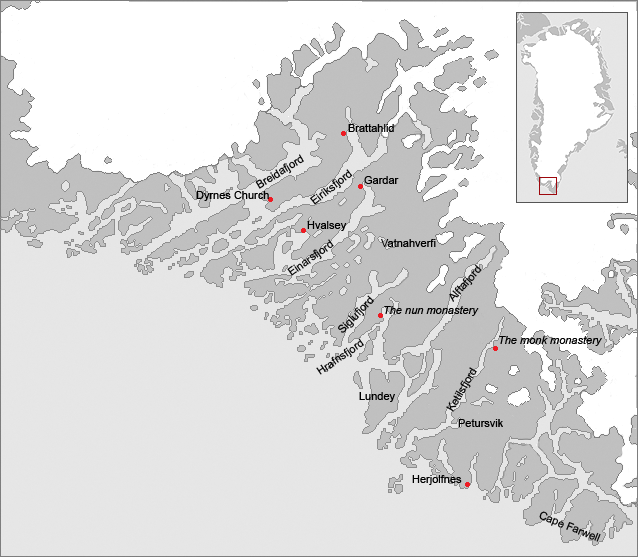
Les majors propietats i esglésies dels nòrdics groenlandesos de l'Assentament Oriental, que malgrat el seu nom era a la costa oest de Groenlàndia. Herjolfsnes és el lloc més meridional.

Segons la Saga dels Groenlandesos, Herjolfs va tenir un paper important en el descobriment nòrdic d'Amèrica del Nord. El fill de Herjolf, Bjarni, havia estat negociant a Noruega i va tornar a Islàndia per estar a Yule, a la hisenda de la família, només per saber que Herjolf s'havia unit a l'èxode a la nova colònia de Groenlàndia. Bjarni es va proposar seguir Herjolf, però va anar a la deriva cap al sud-oest, i esdevingué el primer europeu en arribar, si no tocar terra, a la costa d'Amèrica del Nord. En adonar-se que havia ultrapassat Groenlàndia, Bjarni va virar la ruta cap al nord-est i va arribar a un terreny que coincidia amb la descripció que li havien donat. La saga diu: "... van desembarcar al vespre sota el promontoris; i hi havia una barca al promontori, i just aquí hi vivia el pare de Bjarni, i del seu nom el va prendre el nom i ja es coneix com a Herjolfsness."
A la Saga d'Eric el Roig (que essencialment cobreix els mateixos esdeveniments que la Saga dels Groenlandesos) es diu que la famosa islandesa Gudrid Thorbjarnardóttir havia desembarcat a Herjolfsnes després d'un viatge difícil, i hi va viure un temps. Curiosament, aquesta saga afirma que la hisenda era propietat d'un home anomenat Thorkell, i no fa cap esmena de Herjolf ni de Bjarni. Anne Stine Ingstad creu que l'autor de la saga podria haver-los deixat fora de la història per tal d'ensalzar el mèrits de Leif Eriksson, el primer europeu conegut en arribar a Amèrica del Nord. Per contrast, a La Saga dels Groenlandesos, es diu que Leif va preparar el seu viatge a Vinland seguint els consells de Bjarni i comprant el seu vaixell.
Herjolfsnes va establir la seva pròpia església després de la conversió de la colònia al cristianisme. Les ruïnes avui visibles són les d'una església construïda al segle xiii, que es va desenvolupar en el lloc d'una església més antiga. Tenia una base rectangular similar a les esglésies de Hvalsey i Brattahlid més al nord en un estil que era comú a l'Europa Septentrional medieval. L'església de Herjolfsnes era la tercera més gran en la colònia nòrdica de Groenlàndia, després de les de Gardar i Brattahlid. Gardar era la seu del bisbat de la Groenlàndia nòrdica i també era la seu del parlament Alþingi, mentre que Brattahlid era la propietat més prominent degut a al seva associació amb Eric el Roig i els seus descendents, de manera que l'església de Herjolfsnes, de grandària comparable, és una indicació de la importància i estatus relatiu entre els assentaments nòrdics de Groenlàndia.
El cementiri de l'església conté les despulles dels habitants locals i dels que van morir durant el viatge a la colònia. Un relat explica als islandesos del segle xii que els qui naufragaven a la costa est i al mig de les glaceres en un intent d'arribar a Herjolfsnes, només podien enterrar-se allí. Per als cossos perduts o enterrats al mar, sembla que el costum era gravar runes commemoratives en un bastó que aleshores posaven al cementiri de Herjolfsnes quan el vaixell tocava terra. Un d'aquests bastons rúnics trobat a Herjolfsnes diu: "Aquesta dona, el nom de la qual era Gudveg, va ser llançada a la vora del mar de Groenlàndia."
Alguns dels difunts de Herjolfsnes eren enterrats en taüts de fusta. Tanmateix, degut a l'escassetat de fusta, va incrementar-se la pràctica d'embolcallar el difunt en capes de roba de llana. Aquesta pràctica va crear inadvertidament un tresor d'artefactes tèxtils i d'artefactes de moda medievals quan es van excavar els vestigis i les robes ben conservades a principis del segle xx.

## Història posterior
Ivar Bardarson, un sacerdot noruec que va viure a la colònia durant 20 anys en la meitat del segle xiv com a representant de la corona noruega i de l'església catòlica, va escriure que Herjolfsnes servia com el major port per al trànsit entrant i sortint de Groenlàndia i era ben conegut pels mariners de l'Atlàntic Nord, qui se'n referien com a "Sorra". No és clar si el port està a l'àrea immediata de l'església i de la hisenda. La propera badia de Makkarneq, que ofereix molt millor aixopluc que el propi Herjolfsnes, mostra moltes ruïnes nòrdiques que semblen incloure els fonaments dels magatzems de pedra, i és, doncs, un possible lloc del Port de Sorra que Bardarson va descriure.

Herjolfsnes és l'únic assentament de Groenlàndia mostrat al mapa de Skálholt de finals de la baixa edat mitjana, que mostra les costes europees i nord-americanes de l'Atlàntic Nord percebudes pels exploradors nòrdics.

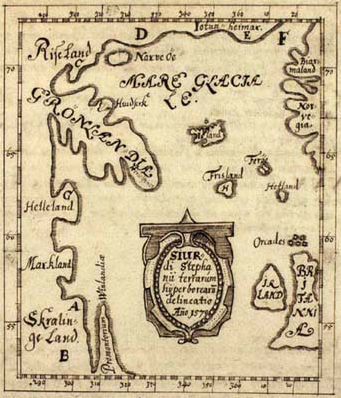
Còpia del mapa de Skálholt, que mostra Herjolfsnes correctament vora el Cap Farewell.

## Contacte amb altres pobles
Abans de l'arribada dels nòrdics, onades successives de cultures paleoesquimals havien habitat Groenlàndia, potser ja en 2500 aC. No obstant això, es creu que l'illa està deshabitada per l'època dels nòrdics, excepte potser per la regió de l'extrem nord-oest, per la cultura Dorset. L'Òptim climàtic medieval llavors en curs hauria fet la costa sud-oest especialment inadequada per als caçadors-recol·lectors de l'Àrtida, especialment els de Dorset, que es creu havien tingut grans dificultats per adaptar-se a aquest període d'escalfament, i es va retirar progressivament més al nord. Com a resultat, es creu que els primers aborígens d'Amèrica del Nord que es van trobar els nòrdics groenlandesos en realitat van ser els beothuk a Terranova. Va ser només més tard que els nòrdics entraren directament en contacte amb pobles afins a la mateixa Groenlàndia, els thule, que suplantaren els dorset al llarg de l'Àrtida nord-americana a partir de l'any 1000. Aquests contactes probablement començaren quan els nòrdics van va començar a fer viatges regulars de caça al nord dels seus assentaments, o fins al a costa oriental de l'illa, per obtenir marfil de morsa i narval.
Amb l'arribada de la Petita Edat de Gel, el canvi climàtic de Groenlàndia va impulsar als thule a augmentar el seu rang meridional, i els va posar en major contacte amb el nòrdics que no havien tingut amb els Dorset.
Els inuits groenlandesos moderns tenen històries orals sobre el contacte dels seus avantpassats amb els nòrdics, que recullen casos d'amistat i hostilitats. Una llegenda conta d'un capità nòrdic anomenat Ungortoq i el seu enemic, un líder inuit anomenat K'aissape, que es va dir que havia cremat l'assentament de Hvalsey i va perseguir Ungortoq des de Hvalseyfjord fins a allunyar-se de Herjolfsnes fins a cap Farewell.
Recents proves de terra arqueològiques de ruïnes d'edificis nòrdics i thule a la badia de Makkarneq uns pocs quilòmetres a l'oest de Herjolfsnes suggereix que ambdós pobles ocuparen l'àrea en la mateixa època. Això podria evidenciar que els thule eren participants actius en el comerç d'ivori d'Herjolfsnes durant el període nòrdic.

## Desaparició
Després d'haver-se mantingut durant gairebé mig mil·lenni, el destí exacte dels colons nòrdics a Herjolfsnes i de Groenlàndia sencera segueix sense conèixer amb exactitud, encara que probablement hi haguessin diversos factors implicats. El mitjà de vida ramader dels groenlandesos podria haver estat severament amenaçat per l'inici de la Petita Edat de Gel, molt més que els seus contraparts a Europa. L'anàlisi d'ADN de les restes humanes d'Herjolfsnes i altres assentaments mostra que les proteïnes de base marina (especialment balenes) s'havien convertit en una part important de la seva dieta, en comparació amb la dieta ramadera de l'època d'Eric el Roig. Altres teories inclouen la possibilitat de conflicte amb els inuit thule i la depredació dels pirates europeus. No hi ha cap indicació en l'arqueologia o restes humanes que els nòrdics es van casar amb thules o van adoptar seva forma de vida, ni cap registre d'Islàndia o Noruega que mostri indicis d'un èxode de Groenlàndia.
Els registres històrics suggereixen que els vaixells d'Europa arriben menys freqüentment a causa de l'agreujament de les condicions del mar. La ruta tradicional per arribar a la Groenlàndia nòrdica era navegar cap a l'oest de la península de Snæfellsnes d'Islàndia arribar fins al districte Ammassalik de Groenlàndia oriental, a continuació navegaven al sud al llarg de la costa fins a arribar als assentaments a l'altra banda del cap Farewell. No obstant això, a mitjan 1300 Ivar Bardarson va assenyalar que la quantitat de gel des al nord-est era tal que "ningú navega aquest antic camí sense posar la seva vida en perill." La corona noruega a Oslo i l'arxidiòcesi catòlica de Nidaros abandonaren eventualment la colònia a la seva pròpia sort, encara que alguns Papes eren conscients de la situació. El 1448 el papa Nicolau V va lamentar que Groenlàndia ("una regió situada a l'extrem més profund de la terra") havia estat sense un bisbe resident durant uns 30 anys. Aquestes preocupacions es feien ressò en una carta datada al voltant del 1500 pel papa Alexandre VI, que creia que cap comunió no havia estat present a Groenlàndia durant un segle, i que cap vaixell l'havia visitat en els darrers 80 anys. No obstant això, fins i tot després que la colònia quedés abandonada per l'Església i ben entrat el segle xvi, el títol buit de "Bisbe de Gardar" va seguir mantenint-se per una successió d'almenys 18 individus, cap dels quals visitaren llur diòcesi nominal i només un d'ells (el bisbe Mattias Knutsson) va expressar qualsevol desig de fer-ho.
Tot i que no hi ha un relat de primera mà dels groenlandesos nòrdics que hi vivien després de 1410, l'anàlisi de la roba enterrada a Herjolfsnes suggereix que hi va haver una població romanent que va continuar tenint algun tipus de contacte amb el món exterior almenys durant algunes dècades més. Un relat procedent d'un mariner anomenat Jon el Groenlandès, no d'origen de naixement, sinó perquè "... Ell s'havia desplaçat a Groenlàndia no menys de tres vegades ... una vegada quan era navegant amb alguns comerciants alemanys d'Hamburg, entraren en un profund fiord de Groenlàndia ... en anar a terra, van veure cases-vaixell, cobertes de peix i cases de pedra per a l'assecat de peix com a Islàndia ... Allà van trobar un home mort estirat cap a baix. Al cap tenia un barret ben cosit. La resta de les seves peces de vestir han estat en part vadmal, en part de pell de balena. Al seu costat hi havia una funda de ganivet, molt més desgastada de l'habitual..." Atès que Herjolfsnes era l'única gran propietat orientada al mar a la Groenlàndia nòrdica i, per tant, més visible i accessible a les naus visitants, molts han especulat que la terra on va desembarcar Jon el Groenlandès era Herjolfsnes o a prop, i el cadàver que va descobrir potser era el de l'últim groenlandès nòrdic, que va morir sol sense que l'enterrés ningú. Aquesta narració prové de començaments del segle xvi, però no és clar quan es va produir l'incident.
El primer examen de restes humanes del cementiri d'Herjolfsnes va suscitar la creença que els seus habitants van morir d'endogamia i degeneració general des d'un aïllament cultural i geogràfic extrem. No obstant això, Helge Ingstad ho qüestiona com una assumpció errònia que es va fer després de només una anàlisi superficial d'una mostra de restes particularment dolenta. Ingstad afirma que en balanç, el cementiri Herjolfsnes mostra la imatge d'una població relativament sana i pròspera, que generalment reflecteix la moral social i religiosa de la cristiandat del nord d'Europa.

Un volum creixent d'exploradors i baleners havien desembarcat novament a Groenlàndia en al segle xvi, però no va ser fins a principis del segle xviii quan es va fer un esforç oficial complet pel Regne de Dinamarca i Noruega per tornar a connectar amb la colònia perduda, una tasca encarregada al predicador Hans Egede. Des de la lectura de les sagues islandeses, Egede coneixia els noms de les antigues hisendes nòrdiques i els seus fiords associats, però no les seves localització. Una gran font de confusió va ser que els assentaments oriental, mitjà i occidental, dels groenlandesos nòrdics, tot i els seus noms, estaven ubicats a la costa oest de Groenlàndia, orientats de sud a nord respectivament. Egede va sostenir l'aleshores creença comuna equivocada que les grans cases de l'Assentament oriental com Herjolfsnes es trobaven a la prohibida costa est de Groenlàndia. Al llarg de la resta de la seva vida, es va dir que Egede havia cregut ferventement en l'existència d'una població de groenlandesos nòrdics que vivien en un Assentament Oriental encara no trobat, quan en realitat havia explorat a fons les seves ruïnes. Com a resultat, els mapes de Groenlàndia a partir d'aquest període sovint perpetuen el malentès mostrant Herjolfsnes a diverses localitzacions a la costa est, a diferència de la ubicació exacta que es mostra al mapa de Skálholt gairebé dos-cents anys abans.

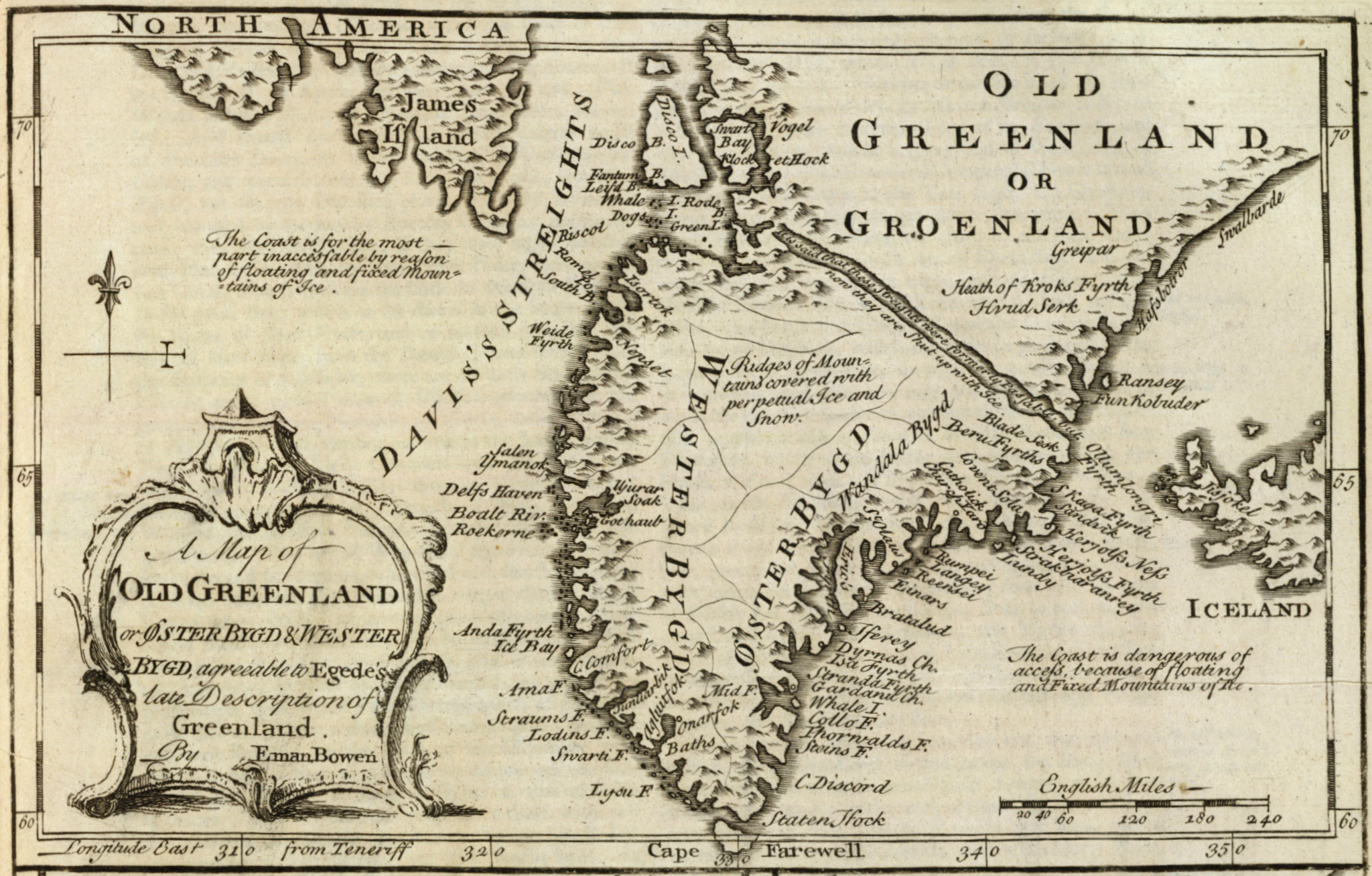
Un mapa de Groenlàndia de 1747 pel gravador anglès Emanuel Bowen, basat en els descripcions de Hans Egede, situant incorrectament Herjolfsnes a mig camí de la costa oriental.

## Excavació i descobriment de peces nòrdiques
A principis del segle xix, els visitants i els inuits locals han anat trobant artefactes i trossos de roba incrustats a la costa occidental prop de les ruïnes de l'església de Herjolfsnes: el nivell del mar havia augmentat considerablement des de l'època nòrdica i estava erosionant els sòls de l'antiga església. El re-descobriment formal del cementiri (pels europeus) va ser a principis del segle xix, quan un missioner va observar que una casa propera inuit tenia una porta formada per una antiga làpida que porta va el nom Hroar Kolgrimsson. També es va dir que un empleat comercial havia trobat una "jaqueta de mariner" de llana nòrdica a prop de les ruïnes de l'església. Això va incitar un intent d'excavació formal en 1839 i el descobriment de restes humans rossos va confirmar que el lloc era un cementiri nòrdic. L'excavació posterior en les dècades següents va revelar més artefactes, restes humanes i peces de vestir.
Les excavacions també van revelar altres edificis a més de l'església, inclosa la casa principal i el saló de banquets contigu, un byre i algunes dependències. A les ruïnes de l'església, els arqueòlegs van trobar una quantitat significativa de carbó vegetal, suggerint una conflagració en algun moment. El nom local inuit del lloc, Ikigait ("el lloc destruït pel foc") n'és una evidència. És possible que altres edificis del lloc estiguessin encara més a prop del litoral que l'església, i van ser destruïts per l'augment del nivell del mar un temps després de la desaparició dels nòrdics. Les proves de sòl més recents indiquen que es va produir un esllavissament de terra en algun moment del segle xviii i que podria haver erradicat les restes d'altres edificis nòrdics al lloc.
La creixent quantitat de fragments i vestits vadmal que s'extreuen de les ruïnes, i la preocupació que la pujada de la línia d'aigua aviat submergirà el lloc, van provocar que el Museu Nacional Danès iniciés una excavació formal urgent el 1921 dirigida per Poul Nørlund. Va estimar que la línia de costa s'havia retirat uns altres 12 metres des del redescubriment menys d'un segle abans, i que aleshores estava gairebé tocant les restes de la muralla meridional de l'església. Nørlund va establir al seu libre Nòrdics enterrats a Herjolfsnes, que mai havia treballat en un projecte que havia atret tant interès dels habitants locals. Una dona li va informar que s'havia acostumat tant a trobar peces preservades de llana nòrdica que havia confeccionat peces infantils a partir del teixit centenari, però la llana no era suficientment forta per fer pràctica la roba. Treballant en condicions difícils durant la curta temporada d'excavació, Nørlund i el seu equip van tenir èxit en la recuperació sencera o parcial de vestits, barrets, caputxes i mitges. La recuperació d'aquestes peces és considerada una de les troballes arqueològiques europees més importants del segle xx. Abans de les excavacions de Herjolfsnes, aquest tipus de peces només s'havien vist en les pintures medievals. L'anàlisi i la reconstrucció minuciosa de les peces revelen l'habilitat dels habitants d'Herjolfsnes en la filatura i el teixit, així com la seva voluntat de seguir les modes europees com la kjordie, la caputxa liripipe i els barrets als estils Burgunderhuen i pastilla. Una anàlisi posterior amb datació de carboni suggereix que les peces de vestir es fabricaven a Herjolfsnes fins a la dècada de 1430.
Les peces s'havien tenyit de color marró fosc en ser enterrades, però les proves van revelar la presència de ferro en algunes d'elles que semblaven haver-se introduït de manera deliberada i selectiva durant la fabricació en lloc d'a través de la contaminació del sòl. Això suggereix que els teixidors de Herjolfsnes van crear un tint vermell no basat en vegetació a partir d'una font local mineral d'òxid fèrric. Encara que el ferro es va usar històricament com a mordent per als tints, es creu que les mostres de Herjolfsnes són l'únic exemple conegut dels europeus medievals que usen el mineral per a crear el tint vermell en si mateix, probablement en absència de la planta que es va usar comunament a Europa per a fer tint vermell.
En certa manera, la qualitat, innovació i consciència de la moda mostrades a les peces de Herjolfsnes llancen encara més un misteri sobre la desaparició de l'assentament i la colònia nòrdica. Com va observar Helge Ingstad, "Moltes d'aquestes peces no eren usades pels habitants comuns d'Europa, sinó només per la classe mitjana. En total, les troballes donen testimoni d'una comunitat cultivada i prou pròspera; sens dubte no a un poble a la vora de l'extinció."
A més del treball del mateix Norland, la indumentària de Herjolfsnes ha estat exhaustivament estudiada per Else Østergård en els seus llibres Woven into the Earth i Medieval Garments Reconstructed.

## Darrer assentament
En el moment de la colonització danesa-noruega de Groenlàndia a partir del segle xviii, l'antic lloc de Herjolfsnes era conegut com a Ikigait pels inuit locals de Groenlàndia. La comunitat va ser abandonada en algun moment de començaments del segle xx, i els seus habitants potser es van traslladar a la propera Narsarmijit a l'altre cantó del fiord. En les fotografies del lloc es poden veure poques construccions de formigó i fusta de l'època. Actualment Herjolfsnes / Ikigait està deshabitada.

## Representació en ficció
A The Greenlanders, una novel·la de ficció històrica escrita per Jane Smiley en 1988, Herjolfsnes és representat com a apartat dels altres districtes de l'Assentament Oriental degut a la seva ubicació i als seus habitants rics, que vestien roba diferent i s'enorgullien del seu major coneixement del món exterior.